# Blockhead
Blockhead, pseudonimo di James Anthony Simon (8 ottobre 1976), è un produttore discografico, musicista e disc jockey statunitense, originario di Manhattan (New York).

## Discografia

### Album
- 2004 - Music by Cavelight
- 2005 - Downtown Science
- 2007 - Uncle Tony's Coloring Book
- 2009 - The Music Scene
- 2012 - Interludes After Midnight

### Split album
- 2013 - Dour Candy con Billy Woods
- 2013 - Capture the Sun con Illogic

### Album in edizioni limitate
- 2001 - Broke Beats
- 2004 - The Block Is Hot
- 2005 - Block In the Box
- 2005 - The Block Is Hot Pt. 2
- 2007 - Peanuts In Your Mouth

### Con i Party Fun Action Committee
- 2003 - Let's Get Serious